# VII Olimpiada Historyczna
VII Olimpiada Historyczna – olimpiada historyczna, której finały odbyły się w 1981.
Olimpiada dotyczyła roku szkolnego 1980/1981. W eliminacjach szkolnych udział wzięło 2423 uczniów, a w eliminacjach okręgowych 718 uczniów (liczby te były znacząco mniejsze niż w latach poprzednich, z uwagi na okres przemian politycznych w Polsce po Sierpniu 1980). Eliminacje centralne zgromadziły 61 uczestników (13 dziewcząt i 48 chłopców), odbyły się w dniach 28-31 marca 1981 w Jachrance pod Warszawą, w tle krajowym mając kulminację kryzysu bydgoskiego. Wszyscy uczestnicy uzyskali wynik pozytywny, a 14 tytuł laureata.
Tytuły prac pisemnych na eliminacjach centralnych brzmiały: Ziemie polskie w okresie Cesarstwa Rzymskiego: wytwórczość przemysłowa i kontakty handlowe z Imperium, Znaczenie działalności Aleksandra Macedońskiego i jego koncepcji politycznych dla tworzenia zrębów świata hellenistycznego, Gospodarcze i społeczne podstawy rozwoju Polski pierwszych Jagiellonów 1386-1492, Kryzys Rzeczpospolitej w XVII wieku, przyczyny i skutki, Polskie powstania narodowe XIX wieku: problemy społeczne i ich uwarunkowania, Ewolucja ustroju II Rzeczpospolitej na tle europejskim.
Laureatami zostali: 
- 1. miejsce (ex aequo): Maciej Janowski (XLIX LO w Warszawie), Tomasz Napoleon Jurek (VIII LO w Poznaniu), Sabina Kalbarczyk (I LO w Raciborzu), Maciej Podbielkowski (VIII LO w Warszawie),
- 2. miejsce: Piotr Zaremba (XLVII LO w Warszawie),
- 3. miejsce: Małgorzata Rossa (LO w Oleśnie)[2].
- 4. miejsce (ex aequo): Marcin Bochenek (V LO w Krakowie), Mirosław Gruszka (I LO w Gorzowie Wielkopolskim)
- 5 miejsce (ex aequo): Piotr Lipiec (Zespół Szkół Elektryczno-Mechanicznych w Legnicy), Włodzimierz Soduła (I LO w Częstochowie)
- 6 miejsce (ex aequo): Anna Laszuk (VI LO w Białymstoku), Andrzej Rosiński (XXI LO w Łodzi), Jarosław Stolicki (IV LO w Sosnowcu), Adam Szczepankowski (II LO w Warszawie)[3]